# Jodi Bieber
Pour les articles homonymes, voir Bieber.
Jodi Bieber, née à Johannesburg (Afrique du Sud) en 1966, est une photographe et journaliste sud-africaine.

## Biographie et parcours

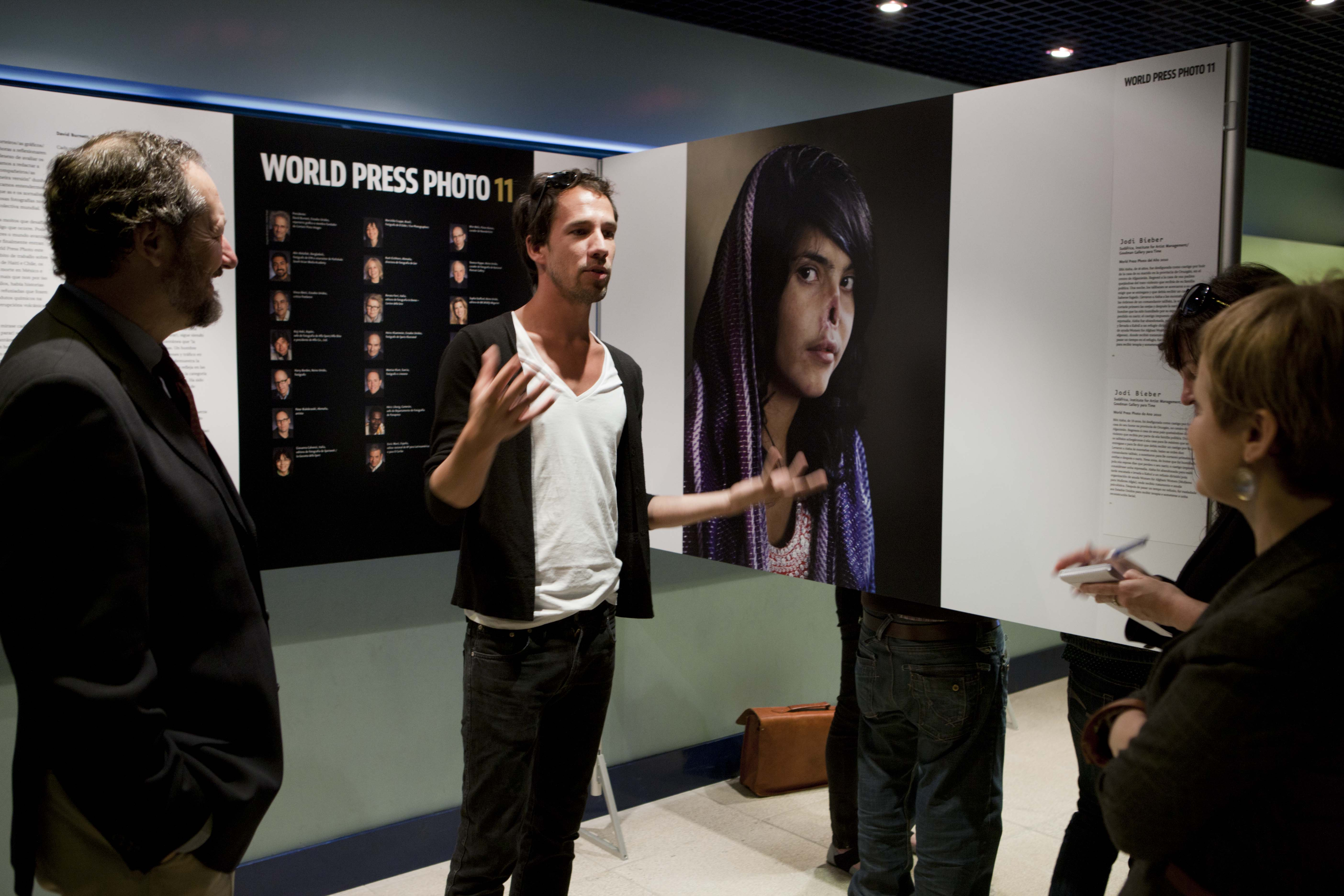
World Press Photo de 2011

Elle fait ses études au Market Photography Workshop fondé par David Goldblatt à Johannesburg. Elle commence sa carrière en 1993 en travaillant pour le journal sud-africain The Star. En 1996, elle intègre la Joop Swart Masterclass.
Depuis 1996, outre une collaboration régulière avec le New York Times, elle s’est attachée à photographier les gens de son pays en marge de la société. Sa première exposition « Mon Afrique du Sud. 1994-2001 », présentée lors du festival Visa pour l’image 2002 à Perpignan, offre un premier regard sur ce travail. Elle le concrétise véritablement par la publication d’un livre en 2006, Between Dogs and Wolves. Growing Up With South Africa, paru en France aux Éditions de l’œil sous le titre Entre chiens et loups. Grandir avec l'Afrique du Sud.
Son dernier projet, intitulé Soweto (South Western Township) du nom de l’une des banlieues noires les plus pauvres d’Afrique du Sud, a également fait l’objet d’un livre publié en 2010. Polka Magazine l’a présenté dans son n°8 .
Aujourd’hui[Quand ?], elle donne aussi des conférences au Market Photography Workshop, la formation qu’elle a elle-même suivie, ainsi qu’au London College of Communication, à l’université de Westminster et à l'école du Centre international de la photographie (ICP) à New York.
Au cours de sa carrière, Jodi Bieber a remporté huit fois le World Press Photo Award. En 2011, elle décroche le prix dans la catégorie « Portrait » avec une photographie très forte parue en couverture du Times magazine le 1er août 2010. Il s’agit d’un portrait montrant une Afghane, Bibi Aïsha, le visage mutilé par son mari pour avoir quitté leur domicile. Laissée pour morte après cette agression, le nez et les oreilles arrachés, la jeune femme est sauvée par l’armée américaine et vit désormais aux États-Unis.

## Prix et récompenses
- 1998 : 1er et 2e prix World Press Photo Awards
- 1999 : 1er et 2e prix World Press Photo Awards
- 2001 : 1er et 3e prix World Press Photo Awards
- 2005 : 2e prix World Press Photo Awards
- 2008 : First International Photography, Biennial in The Islamic World, Iran
- 2009 : Prix de l'Union Européenne des Rencontres de Bamako, Biennale Africaine de la Photographie
- 2011 : 1er prix World Press Photo Awards

## Expositions
- 2002 : « Mon Afrique du Sud. 1994-2001 » Visa pour l'image, Perpignan
- 2008 : “Between Dogs and Wolves. Growing up with South Africa”, The Hereford Photographic Festival, Royaume-Uni
- 2008 : “Las Canas”, Brisbane Powerhouse, Australie
- 2008 : “Las Canas”, FotoFreo, Australie
- 2009 : “Las Canas”, 2e Thessaloniki Biennale of Contemporary Art, Grèce
- 2011 : Contemporary South African Photographic 'Figures and Fiction', V & A Museum, Londres